# Luigi Palmisano
Luigi Palmisano (Grottaglie, 6 luglio 1903 – ...) è stato un calciatore italiano, di ruolo attaccante.

## Carriera
Esordisce in massima serie con la maglia della Pro Italia Taranto nella stagione 1922-1923, nella quale mette a segno 9 gol in 8 presenze; viene riconfermato anche nella stagione successiva e nella stagione 1924-1925, nella quale mette a segno 6 reti in 10 presenze. È nella rosa della società pugliese anche nella stagione 1925-1926, l'ultima giocata in massima serie dalla società, che dalla stagione successiva venne mantenuta nel campionato di Prima Divisione, declassato però al secondo livello del calcio italiano per la nascita del campionato di Divisione Nazionale. In quest'ultima stagione Palmisano mette a segno 10 reti in 14 partite.
Dopo aver giocato con il Taranto in Prima Divisione e con l'Indomita Palermo nel Campionato Meridionale 1928-1929, ha giocato in seguito nelle serie minori con le maglie di Dopolavoro ferroviario Napoli, Gladiator, Aversano e Fulgor Pignataro.